# Lithophyllum preprototypum
Lithophyllum  preprototypum M. Lemoine, 1917  é o nome botânico  de uma espécie de algas vermelhas marinhas pluricelulares do gênero Lithophyllum, família Corallinaceae.

## Sinonímia
- Goniolithon preprototypum  (M. Lemoine) Sethell & Mason, 1943